# Canon EOS 30
Canon EOS 30/33 (название в США — Canon EOS Elan 7/7e, в Японии — Canon EOS 7) — малоформатный однообъективный зеркальный фотоаппарат с автофокусом, созданный в 2000 году. Заменен моделью Canon EOS 30V в 2004 году. Предназначен для использования плёнки типа 135. Корпус отделан алюминием.
Отличие модели EOS 30 от EOS 33 заключается в том, что первая оснащена функцией управления фокусировкой с помощью взгляда: камера определяет положение зрачка с помощью инфракрасных светодиодов и производит фокусировку по той фокусировочной точке, на которую смотрит фотограф.
Также выпускалась разновидность этих камер, имеющая возможность впечатывать в кадр дату — EOS 30 Date/EOS 33 Date.

## Галерея

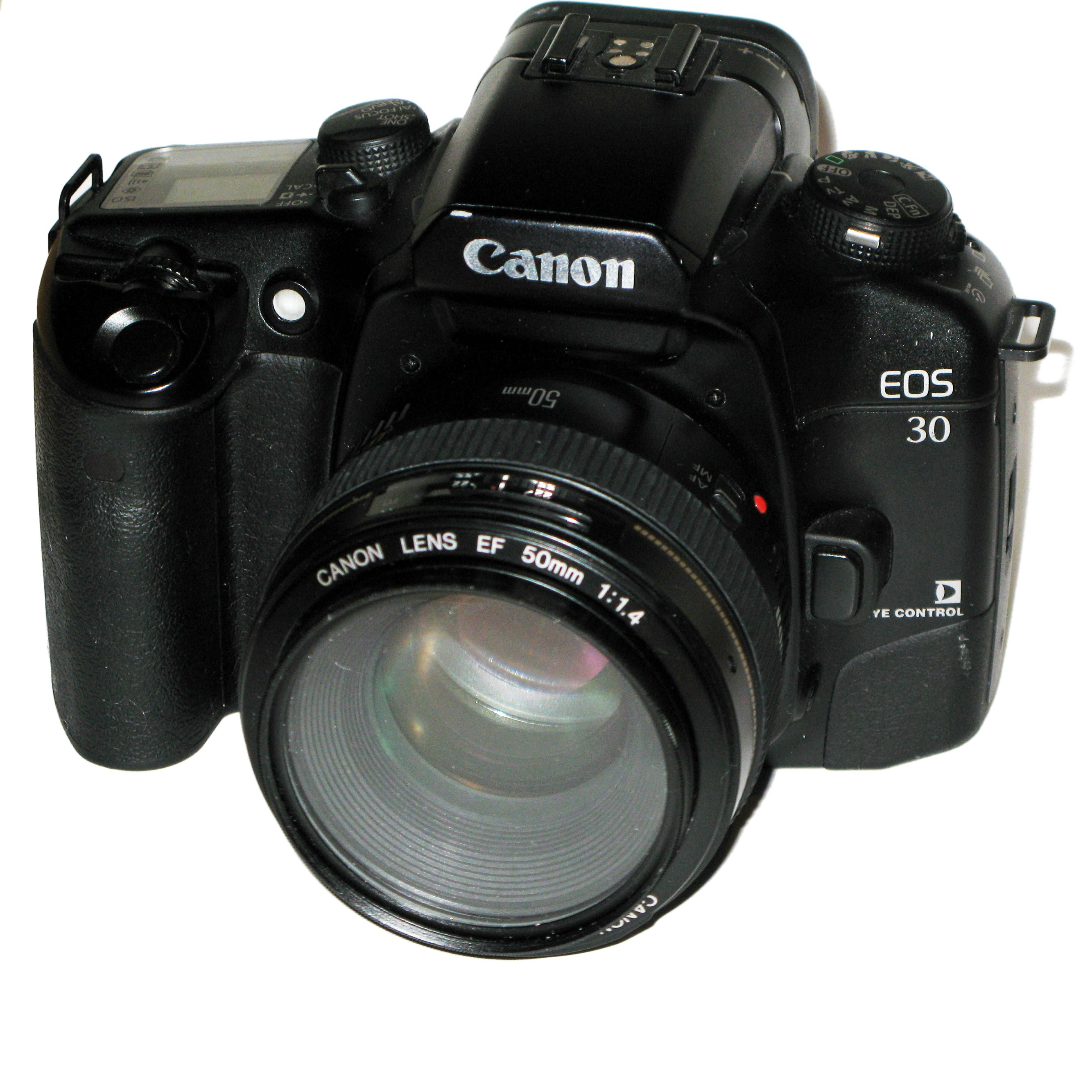
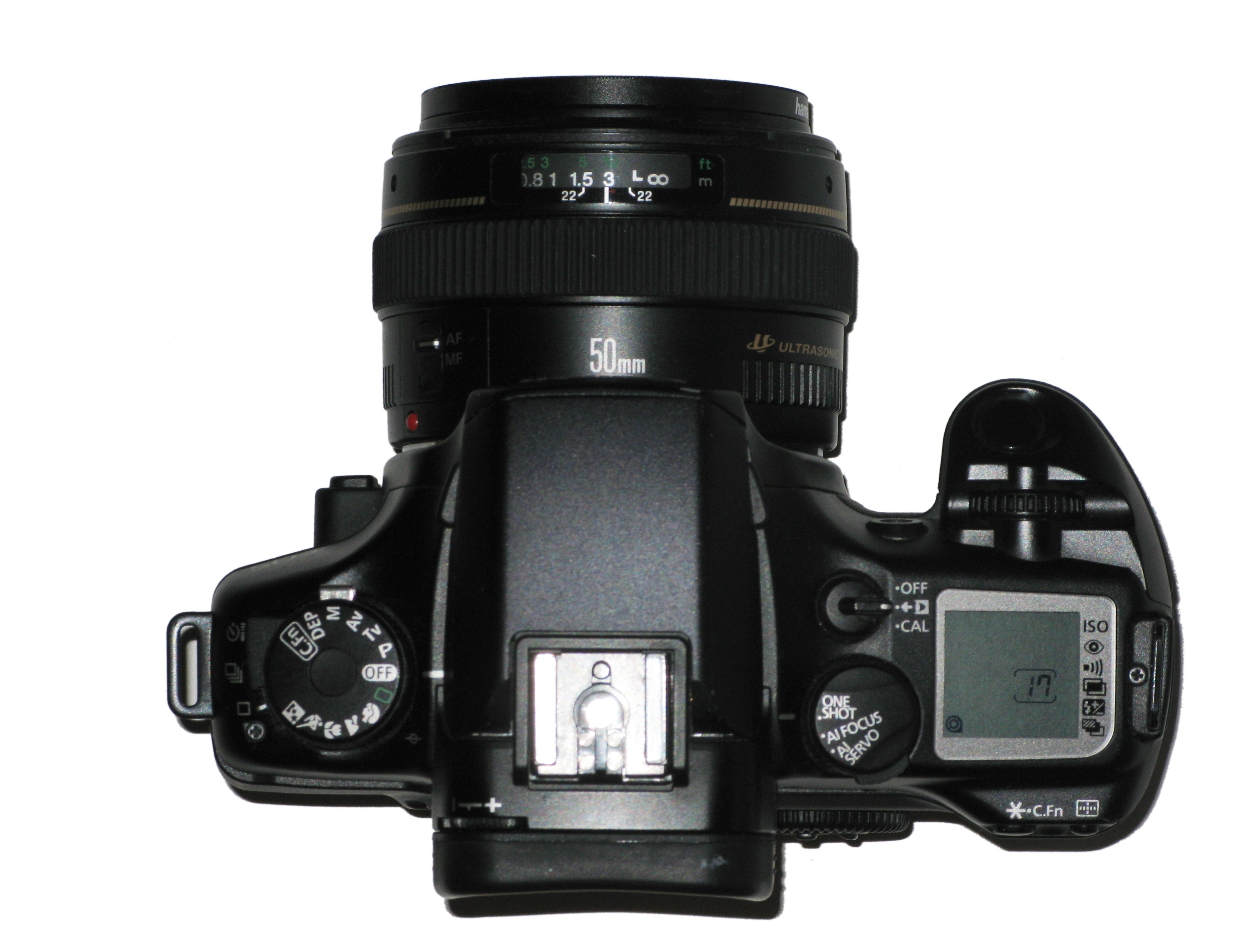
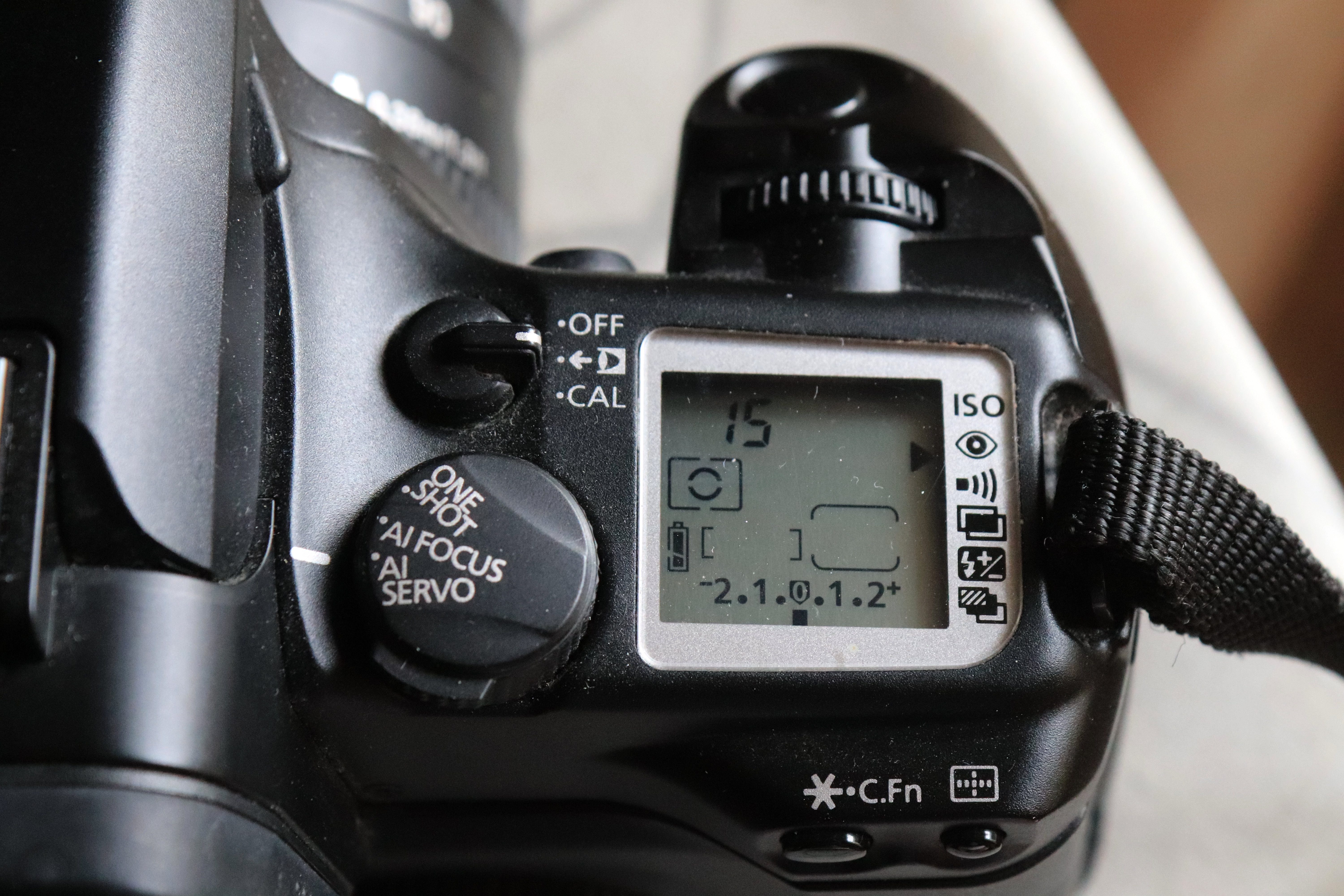
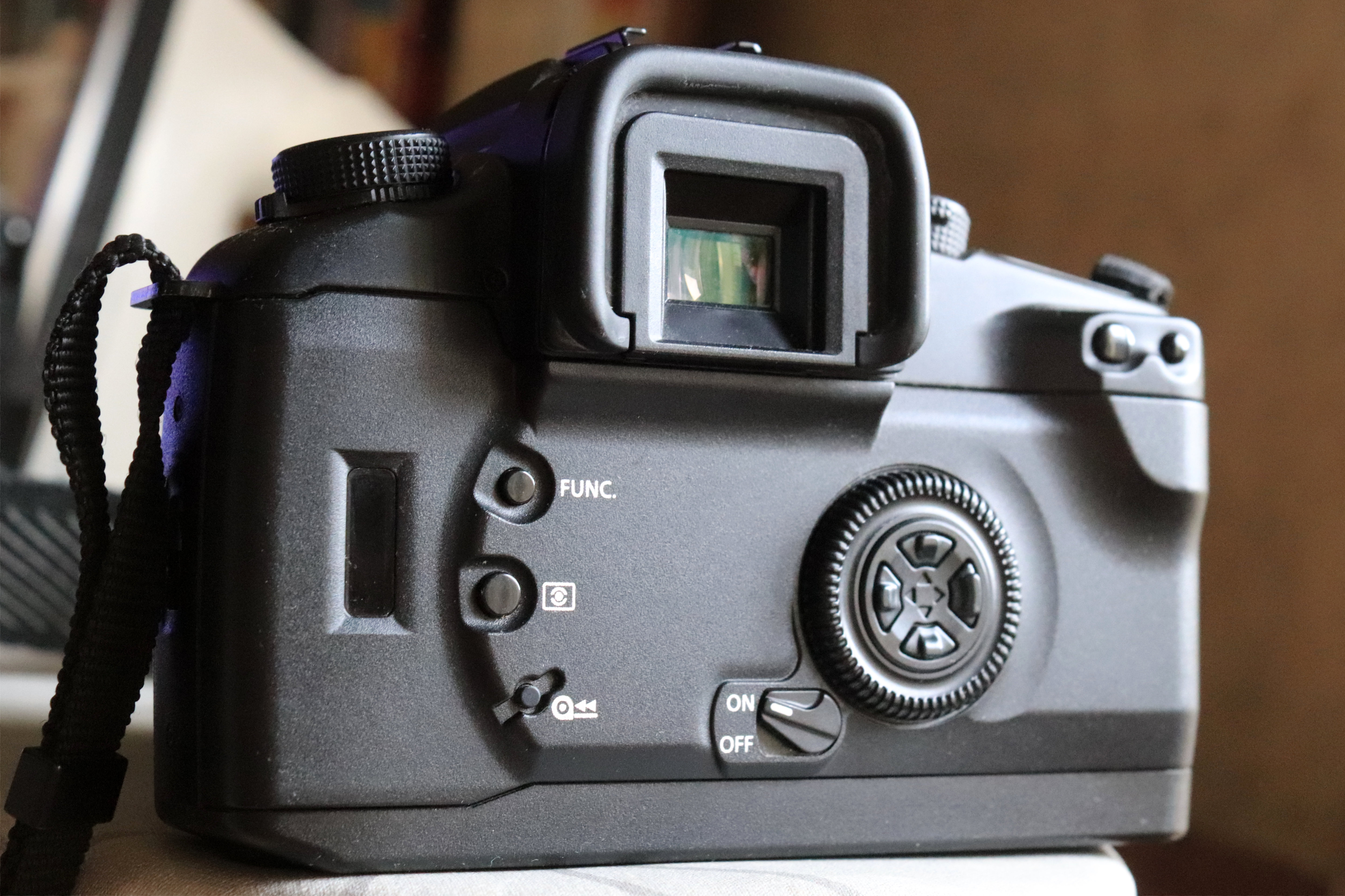
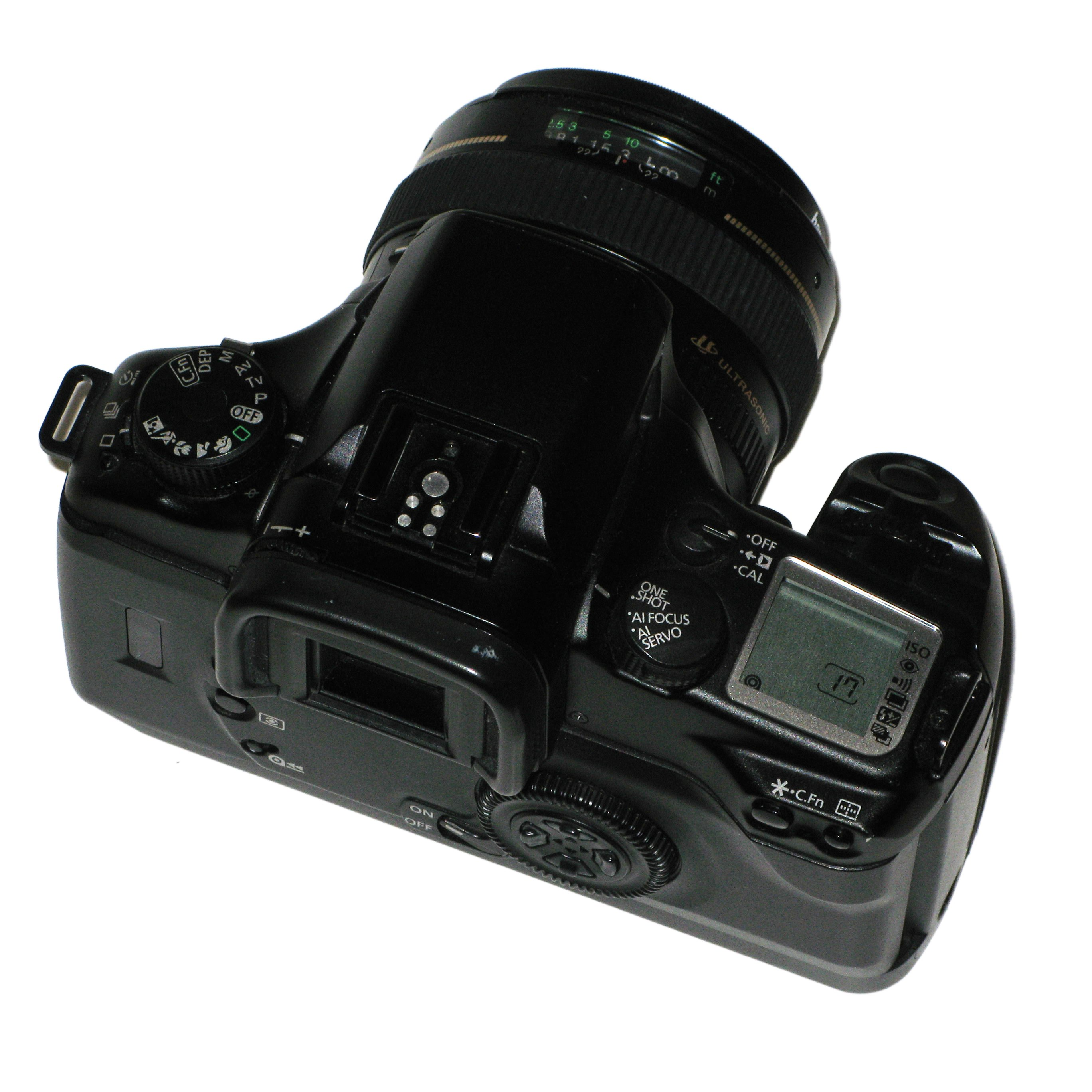